# Couples (roman)
Couples (titre original en anglais Couples) est un roman de l'écrivain américain John Updike publié originellement en janvier 1968 aux États-Unis et en français le 17 octobre 1969 aux éditions Gallimard.

## Réception critique
Le roman fut dès sa parution jugé dans une grande partie de la presse américaine comme un « livre sale » en raison du thème de l'adultère et des relations libres décrites allant jusqu'à faire la couverture de Time sur la « société adultère ». C'est à ce titre l'un des romans les plus controversés de l'auteur.

## Éditions
- (en) Couples, Alfred A. Knopf Publishers, 1968.
- Couples, éditions Gallimard, 1969  (ISBN 978-2070274086).
- (en) Couples, Ballantine Books, 1996,  (ISBN 978-0449911907).